# 28553 Bhupatiraju
28553 Bhupatiraju è un asteroide della fascia principale. Scoperto nel 2000, presenta un'orbita caratterizzata da un semiasse maggiore pari a 2,2075415 UA e da un'eccentricità di 0,1466648, inclinata di 1,73211° rispetto all'eclittica.